# Os Pilares da Terra
Os Pilares da Terra (em inglês: The Pillars of the Earth) é um romance britânico de ficção histórica, escrito por Ken Follett e publicado em 1989. Em 2007, foi publicada uma sequência, intitulada World Without End, na qual a ação se desenrola 157 anos depois, no mesmo local, em Kingsbridge.

## Sinopse
A história se passa na Inglaterra do Século XII, durante um período conhecido como A Anarquia, em que dois possíveis sucessores vão lutar pelo trono inglês. É neste cenário que Tom, um humilde pedreiro e mestre de obras, persegue o seu sonho de erguer uma imponente catedral, na fictícia cidade de Kingsbridge.

## Adaptação televisiva
Em 2010, estreou uma adaptação televisiva baseada neste romance, cooproduzida entre a Alemanha e o Canadá. O projeto foi realizado pela produtora alemã Tandem Communications e a companhia cinematográfica canadense Muse Entertainment, em associação com a Ridley Scott's Scott Free Films.